# Thomas Jackson (cầu thủ bóng đá)
Thomas Jackson (1896 - sau năm 1921) là một cầu thủ bóng đá người Anh thi đấu ở vị trí tiền đạo. Sinh ra ở Sunderland, Tyne và Wear, ông bắt đầu sự nghiệp ở bóng đá non-league với đội bóng địa phương Sunderland West End trước khi chuyển đến câu lạc bộ Football League First Division Burnley. Ông có một trận thi đấu cho Burnley, đá chính trong trận hòa 2-2 với West Bromwich Albion vào ngày 6 tháng 3 năm 1920. Ông gia nhập đội bóng Scotland Dundee vào tháng 1 năm 1921 và ở lại câu lạc bộ cho đến hết sự nghiệp.